# Emilio Palomo Aguado
Emilio Palomo Aguado (Santa Cruz de la Zarza, 11 de octubre de 1898-Miami, 1964) fue un periodista y político español. Tras pasar por México vivió exiliado en Cuba pero la abandonó al triunfar la Revolución de Fidel Castro (1959).

## Biografía
Nacido el 11 de octubre de 1898 en la localidad toledana de Santa Cruz de la Zarza, ocupó diferentes cargos públicos durante la 2.ª República, llegando a ministro de Comunicaciones en el gobierno de Martínez Barrio de 1933. Sucedería a Eduardo Ortega y Gasset como gobernador civil de Madrid en junio de 1931. 
Encarcelado en la Cárcel Modelo de Madrid, con el Comité Nacional Revolucionario como consecuencia de la fallida sublevación de Jaca, compartió prisión con parte del Comité Revolucionario republicano, formado por Garzón Bas, Ángel García Ruiz, Justo Aedo, Jesús del Río, Ángel Galarza, Luis Hernández Alfonso, Antonio Sánchez Fuster, Carlos Castillo, Niceto Alcalá Zamora, Largo Caballero, Fernando Brisuel, Fernando de los Ríos, Miguel Maura y Casares Quiroga. 
El mismo año de su ingreso en la Cárcel Modelo de Madrid había publicado en la editorial Morata la obra titulada Dos ensayos de revolución. ¿España en marcha?. También escribió sobre la cuestión agraria en la revista Cuadernos de Cultura, concretamente "Uso y abuso de la tierra" en 1930.
Fue elegido diputado por Toledo en las elecciones del 16 de junio de 1931 como independiente en las filas del Partido Republicano Radical Socialista. En las filas de dicho partido ocupó algunas subsecretarías y llegó al cargo de ministro de Comunicaciones en el VI Gobierno de la República, presidido por Martínez Barrio (del 8 de octubre de 1933 al 16 de diciembre de 1933). 

### Ministro de Comunicaciones
Una de su primeras medidas como ministro fue nombrar a Aurelio Lerroux, persona de confianza de Alejandro Lerroux, como delegado del Gobierno en la Compañía Telefónica Nacional de España el 18 de octubre de 1933.
Durante su estancia en dicho ministerio ocupó la presidencia de la Comisión de Estudio del Túnel Hispanoafricano Submarino bajo el Estrecho de Gibraltar (CETHASEG).
Militando ya en Izquierda Republicana fue reelegido diputado por Toledo en las elecciones del 16 de febrero de 1936.
Fue presidente del Tribunal de Cuentas de la República desde el 25 de junio de 1936 hasta el 29 de marzo de 1939. Sucedió a Jaime Domínguez Barbero, que había sido Presidente interino (sin nombramiento) desde el cese de Pedro Gómez Chaix el 22 de agosto de 1933.

### Exilio
Exiliado en México, fue miembro de la Delegación mexicana de la Junta de Auxilio a los Republicanos Españoles (JARE), que presidía Indalecio Prieto y de la que cesó en enero de 1940 tras ponerse al descubierto la sustracción de joyas de los "bultos" del yate Vita. Se robó joyas por valor de 55 900 pesos mexicanos. Prieto expulsó inmediatamente a Palomo de la organización y después hizo diligencias para recuperar el dinero de las joyas. "Palomo envió desde La Habana, 4000 dólares, el joyero que había realizado la compra de las alhajas entregó a la JARE 4150 pesos, se recuperaron joyas por un importe de 4300 pesos y el intermediario en la operación, un tal Galiano, se comprometió a devolver otros 5000 pesos."
En 1942 publica la obra En pecado mortal en la imprenta "La Verónica" que Manuel Altolaguirre fundó en su exilio en Cuba.
Se tiene constancia de su pertenencia como masón al Gran Oriente Español a comienzos de la 2.ª República, participando activamente como gran orador.

## Cargos
| Predecesor: Eduardo Ortega y Gasset            | Gobernador civil de Madrid 13 de junio de 1931-3 de enero de 1933          | Sucesor: Mariano Joven Hernández      |
| Predecesor: Antonio Lara Zárate                | Ministro de Comunicaciones 8 de octubre de 1933-16 de diciembre de 1933    | Sucesor: José María Cid Ruiz-Zorrilla |
| Predecesor: Jaime Domínguez Barbero (interino) | Presidente del Tribunal de Cuentas 25 de junio de 1936-29 de marzo de 1939 | Sucesor: Rodrigo Díaz Gutiérrez       |